# Highland Cathedral
Highland Cathedral (с англ. — «Собор из Северо-Шотландского нагорья») — мелодия для волынки, написанная Ульрихом Ровером и Майклом Корбом по случаю проведения Игр Горцев в Германии в 1982 году. Обычно исполняется на фоне декораций, изображающих замок из Северо-Шотландского нагорья.
Мелодия исполнялась на свадьбе Гая Ричи и Мадонны. Ее играли в 1997 году в Гонконге в последний день, когда им владела Великобритания. Также она была частью саундтрека к фильму «Четыре свадьбы и одни похороны».